# ジョン・ハンター (海軍軍人)
ジョン・ハンター（John Hunter、1737年8月29日 - 1821年3月13日）は、18世紀から19世紀にかけてのイギリス海軍士官であり、植民地行政官である。最終的に海軍中将にまで昇進した。アーサー・フィリップの跡を継いで、2代目のニューサウスウェールズ総督に就任し、1795年から1800年まで総督を務めた。
海軍軍人であると同時に学者であり、1788年には早くもパラマタ川を探検し、タスマニアが島であると考えた最初の人物でもあった。総督として、ジョン・マッカーサーのすさまじい地域利権をものともせずに、軍を出して職権乱用と戦おうともした。ハンターバレー、ハンター川、ハンターズヒル、そしてシドニーのハンターストリートの各場所の名前は、ハンターを記念してつけられたものである。

## 家族と海軍入隊
ジョン・ハンターはスコットランドのリースに、海上貿易船の船長をしていたウィリアム・ハンターの息子として生まれた。母親のヘレンは旧姓をドラモンドといい、数度にわたってエディンバラの護民卿を務めたジョージ・ドラモンドの姪だった。子供のころ、ハンターは、ノーフォークのリンの町やエディンバラにやらされておじと共に生活し、その当時の古典教育を受けた。その後エディンバラ大学に入ったが、すぐに退学して、1754年5月に、グランパスのトマス・ナックストン艦長のキャプテンズ・サーヴァントとして海軍に入った。1755年には、センタウルの熟練船員として乗員名簿に登録され、後に士官候補生 (海軍)としてユニオンとネプチューンで任務についた。ネプチューンに乗艦していたころ、1757年に、ロシュフォール遠征に参戦し、その後に1758年のブレスト沖の航海と1759年のエイブラハム平原の戦いに加わり、当時、ネプチューンの一等海尉であったジョン・ジャーヴィスと面識ができた。

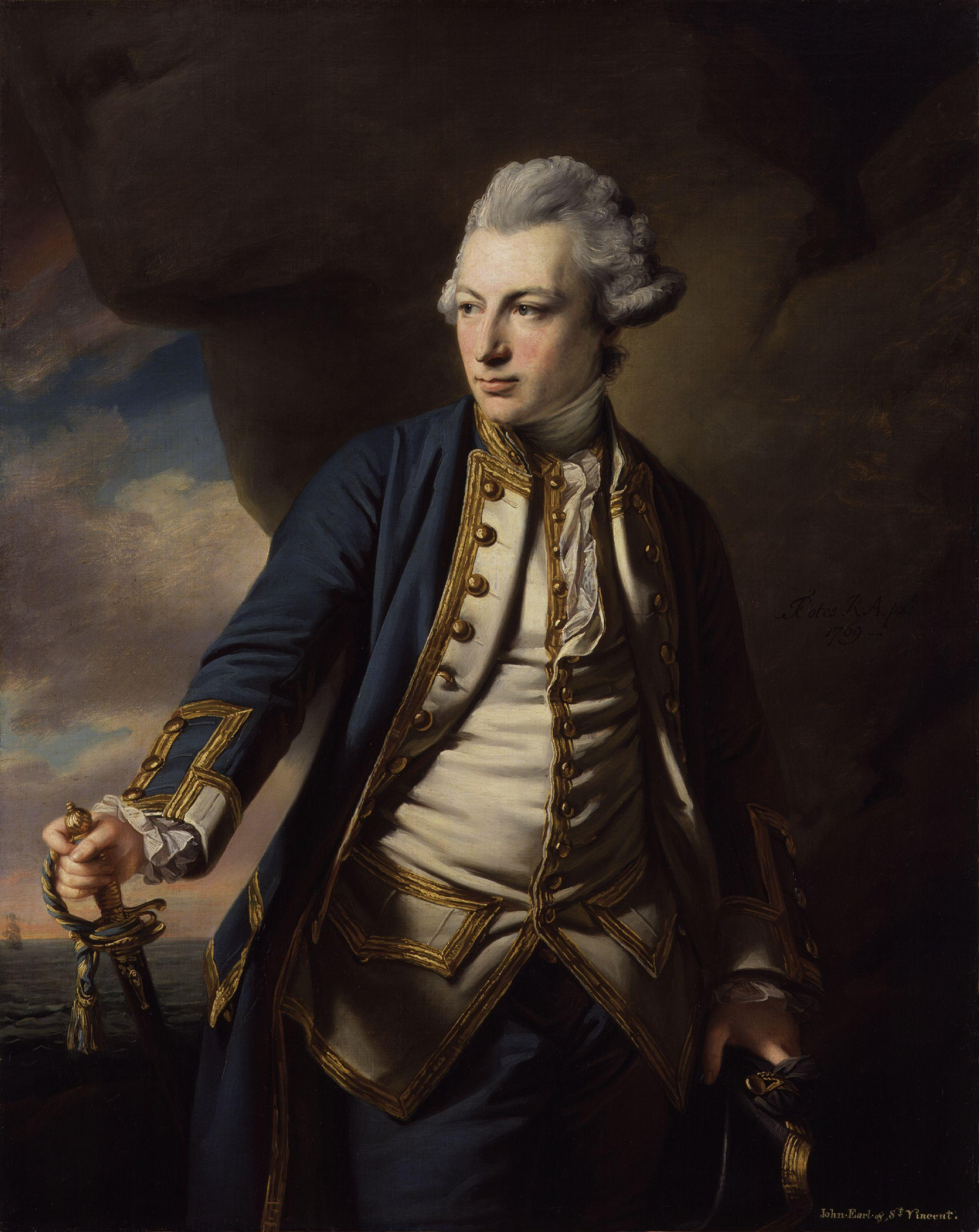
ジョン・ジャーヴィス

ハンターはその後、七年戦争が終わるまでの間を士官候補生として、フィリップ・デュレル提督の何隻かの旗艦で過ごした。その旗艦とは、ロイヤルアン、プリンセス・アメリア、そして100門艦のロイヤル・ジョージである。このロイヤル・ジョージには、パリ条約締結の1763年まで乗艦し、ビスケー湾で任務についていた。1760年2月、ハンターは海尉試験に合格し、昇進して海尉と認められた。しかし、1780年まで海尉として任務に就くことはなかった。平和時にも海軍で現役の仕事をつづけ、ニューファンドランド島までフリゲート艦ツイードで向かい、その後航海士（マスターズ・メイト）として、1767年にサミュエル・フッドの艦隊が北アメリカに寄港していた時、艦隊の1隻であったローンセストンの艦上で任務についた。1768年、フッドはハンターを航海長に任命した。1769年にトリニティ・ハウス（灯台協会）の試験に合格した後、ハンターは航海長の任命が事実であるかどうかを確認した。航海長としての初仕事は、28門艦ケリーズフォートに乗艦して西インド諸島での任務に向かうことだった。ハンターはそこで、沿岸地域や、ハバナのスペインの複数の砦の海図や平面図を作り、海軍本部へ送った。1771年、ケリーズフォートはフロリダ湾を、案内人によって航海している際にマルティール礁で座礁し、もう少しで壊れる所だったが、ハンターの尽力により、マストと大砲をいくつか失っただけですんだ。
1772年から1775年まで、ハンターはインドで航海長としてイントレピッドに乗務した。その前はケントで航海長を務めた。この当時ケントの艦長は、ネプチューンにハンターと共に乗艦していたジョン・ジャーヴィスだった。ジャーヴィスは次に配属されたフードロイアントにハンターを転属させた。この時やはりフードロイアントで、パーサーとして任務に就いていたイーヴァン・ネピーンは、後にトップレベルの文官となり、海軍本部第一秘書官となった。ハンターは1776年に、フードロイアントからイーグルに転属された。これはリチャード・ハウの要請によるもので、ハウはこの時、イーグルを旗艦とした艦隊の最高指揮官として、北アメリカに向かおうとしていた。

## アメリカ独立戦争

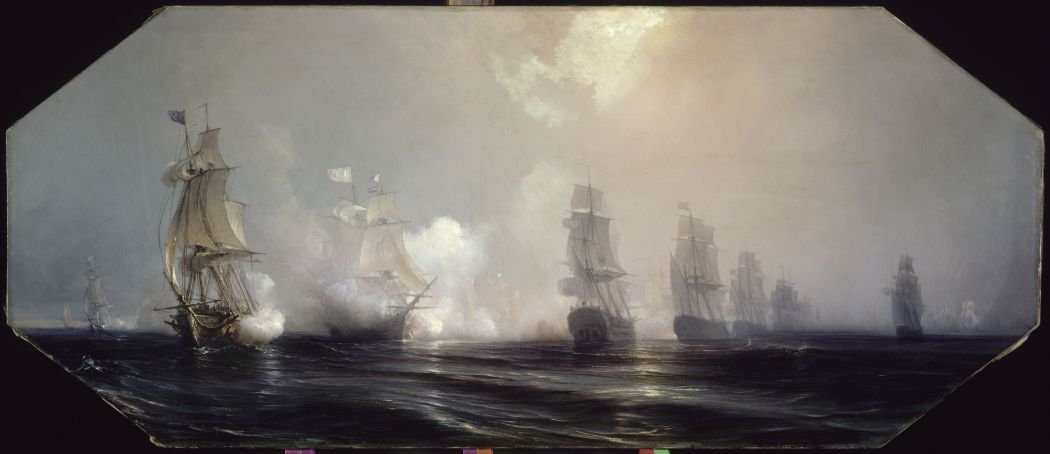
チェサピーク湾の海戦

アメリカ独立戦争が勃発し、ハンターはハウが指揮官の間はハウのもとで任務について、事実上の艦隊旗艦航海長として働いた。サンディフックの防御はもちろん、チェサピーク湾の海戦と、デラウェア遠征にもハンターは意欲的だった。ハウが召喚され,ジョン・モンタギューが指揮官になってからはハンターは疎んじられた。海尉に任命されると言う願いは聞き届けられなかったが、代わりに、1779年に74門艦のベリックにボランティア・パー・オーダーとして配属されて、キース・スチュワート艦長のもとで任務についた。1780年、チャールズ・ハーディ館長のユニオンにボランティアとして転属されることになったものの、海軍本部がこの転属の確認を拒み、ハンターはバーウィックにボランティアとして乗艦して、西インド諸島へ向かった。ここでハンターは最高指揮官ジョージ・ブリッジズ・ロドニーからの委託を受け、1781年にバーウィックでイギリスに戻り、その年の8月5日にドッガーバンクの海戦に参戦した1782年、ハウはハンターを旗艦ヴィクトリーの三等海尉に任命し、後にジブラルタル包囲戦とスパルタル岬の海戦の時に、一等海尉に昇進した。この一連の交戦の後、1782年11月12日に、ハンターは14門スループ艦マルキ・ド・セニュレで初めて指揮を執った。
ファースト・フリートの準備が整いつつある中で、ハウは海軍第一卿に任じられ、ハンターを1786年12月15日に勅任艦長に昇進させるよう手はずを整え、シリウスの指揮官にした。この艦隊は准将アーサー・フィリップが全権を掌握しており、フィリップは新植民地であるニュー・サウス・ウェールズの総督の引き継ぎに向かった。ハンターは、フィリップが死亡した場合、または帰国した場合は総督の地位を引き継ぐようにとの、秘密命令を保持していた。

## オーストラリア探検とタスマニアの発見

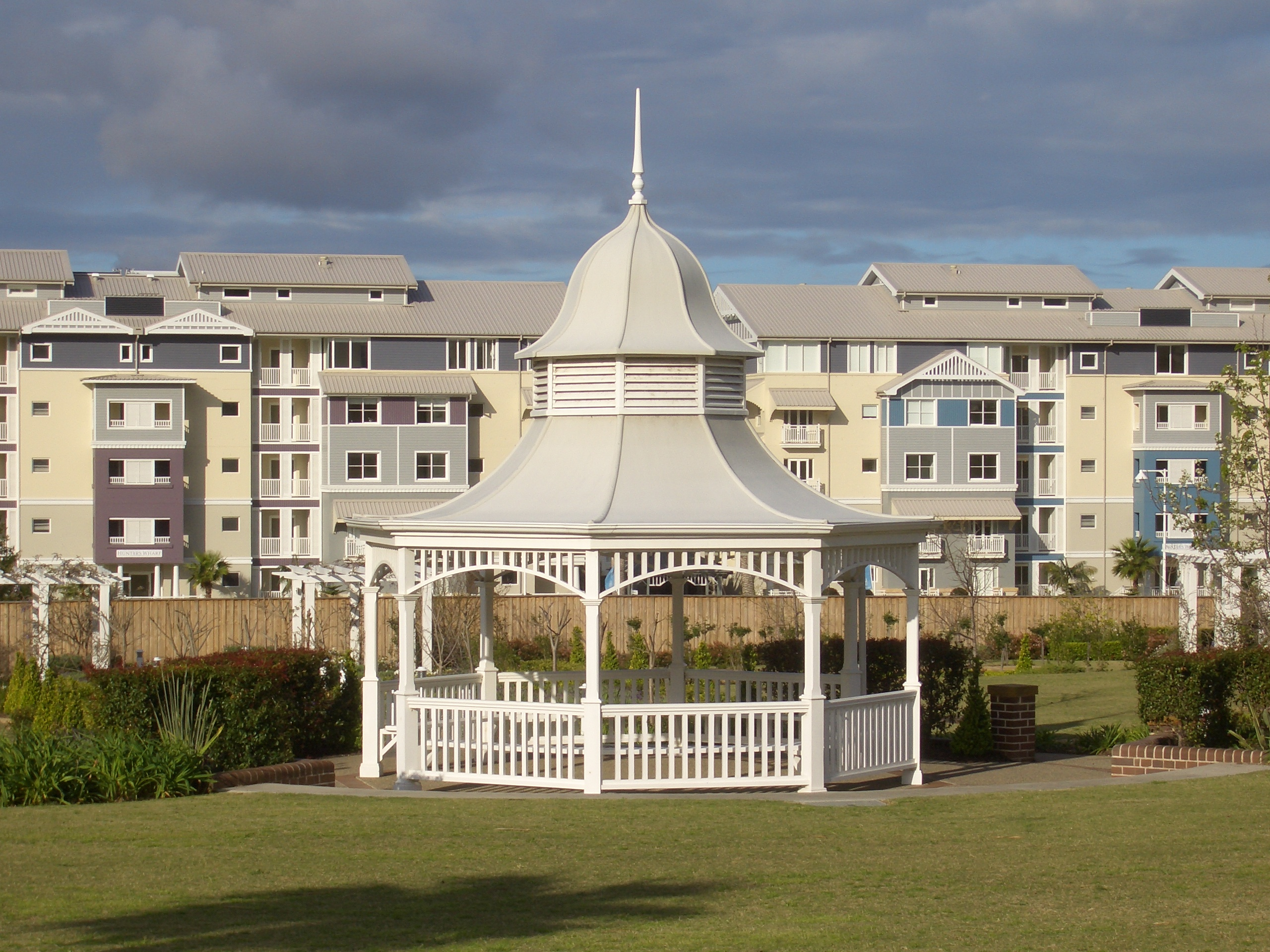
ブレックファスト・ポイントの公園

ハンターは1788年初頭に、パラマタ川の探検のための遠征を率いた。この遠征は探検とパラマタ川の水深測定が目的で、パラマタ川沿いのアイアン・コーブ、ファイブドック湾、ヘンアンドチキン湾に向かった。この探検は大きな意味を持った、それというのも、イギリス人とオーストラリア原住民が初めて出会ったのが、ワンガル族が所有していたこの地であったからだ。1788年2月5日のことだった。ウィリアム・ブラッドレーの航海日誌によれば、この原住民との接触はハンターが朝食を摂っている時のことで、それがこの郊外地の名前、ブレックファスト・ポイントとして残されている。ディクソン調査図書館にはこの遠征隊の地図の写しがあり、『シリウス号艦長ジョン・ハンターによる探検としての、ボタニー湾、ポート・ジャクソン、そしてブロークン湾の海岸と港の地図』（Chart of the coasts and harbours of Botany-Bay, Port-Jackson and Broken-Bay, as survey'd by Capt.n John Hunter of H.M.S. Sirius. ）という見出しがつけられている。

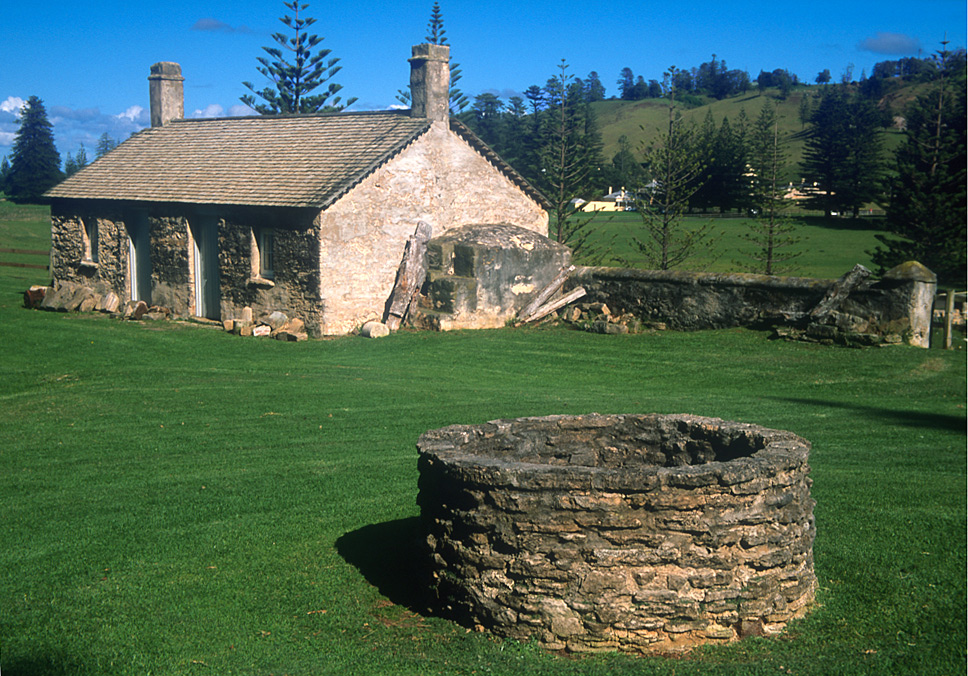
ノーフォーク島の監獄跡

ハンターは1788年の10月、ケープタウンに物資を取りに行く命令を受けた。ホーン岬を回って喜望峰へ向かい、1789年にニューサウスウェールズへ戻った。ハンターは世界を一周したことになる。この航海は艦に漏れが生じたためかなり困難なものとなり、しょっちゅうポンプで水を吸い上げなければならなかった。「シリウス」はその後修理され、多くの受刑者を乗せてノーフォーク島へ派遣されたが、目的地に投錨した時に猛烈な嵐に遭って、サンゴ礁に突っ込み、座礁した。乗員の多くがブリッグ船サプライ」でポートジャクソンへ戻り、ハンターを含むそのほかのものは、救出されるまで1年近くこの島で暮らした。ハンターと乗員数名は貸し出されたワークザームハイトで、長くつらい航海の後イギリスへ戻った。1792年4月にやっとポーツマスに着き、ハンターは「シリウス」を失った廉で軍法会議にかけられたが、無罪放免された。その後ハンターは、自分の関心事である『アーサー・フィリップ総督の航海本以来の、ニューサウスウェールズと南太平洋での発見、ポートジャクソン、そしてノーフォーク島における歴史的な報告の記録』（An Historical Journal of the Transactions at Port Jackson and Norfolk Island, With the Discoveries That Have Been Made in New South Wales and the Southern Ocean Since the Publication of Phillip's Voyage）の出版準備に入った。1793年の初頭に出版されたこの本は、その年の後半には短縮版が登場した。この本の初版には、オーストラリア本島とタスマニアの間に海峡が存在する可能性の、もっとも初期の言及が見出される。126頁でハンターはこう述べている。「理由があるから信じる、この地には非常に深い湾または海峡のいずれかがあり、それが多分ファン・ディーメンの島（タスマニア）とニューホランド（オーストラリア）を分け隔てている。」
ハンターがイギリスに戻っていたその当時に、フランス革命戦争が起きた。ハンターは再びボランティアとして100門艦「クイーン・シャーロット」に乗った、これは彼の昔からの保護者であるハウの旗艦だった。1794年6月1日、ハウは栄光の6月1日に参戦し、1795年までこの艦を旗艦とした。1793年7月にアーサー・フィリップがニューサウスウェールズ総督を辞任し、ハンターはその年の10月に総督に志願して、1794年1月に総督に任命された。さまざまな遅れが生じて、1795年2月にハンターはやっと出航することができた。ハンターを乗せた探検艦「リライアンス」は1795年9月7日にシドニーに着き、9月11日に総督に就任した。

## 総督時代

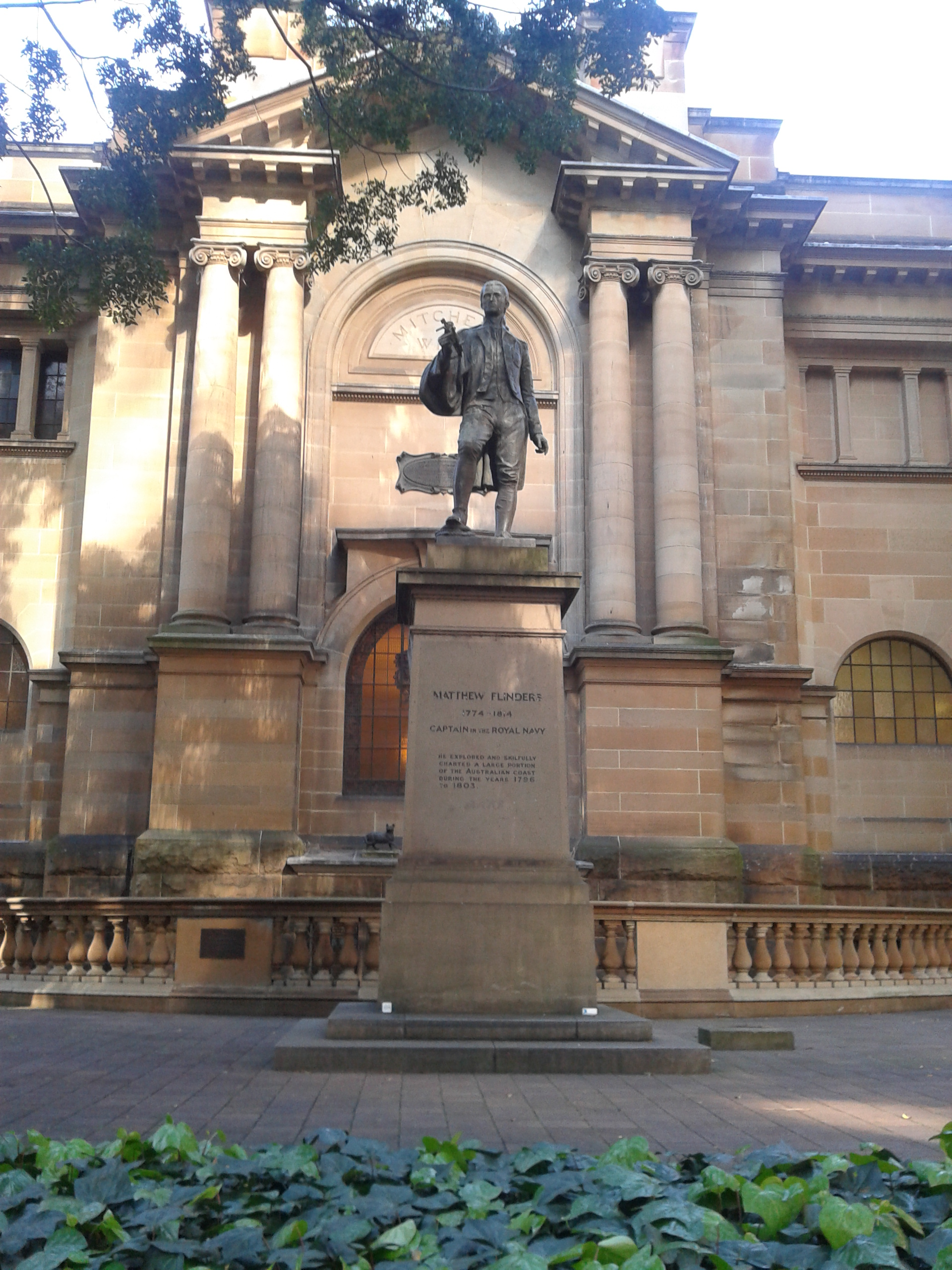
シドニーにあるマシュー・フリンダースの像

ハンターの苦難はシドニーに着く前から始まっていた。1793年、総督任期の終わりにフィリップがオーストラリアを去って、その後2年間軍の支配下にあったのだ。総督代理のフランシス・グロースは囚人たちを無慈悲に自分のことでこき使い、ラム酒の取引が大々的に生じていた。この取引に関わった官僚たちは、それで大儲けをしていた。彼らは法廷を支配しており、土地、税関倉庫そして受刑者の労働の管理を手中にしていた。ハンターは、これらの権力を文民行政に戻さなければならないとさとったが、これは難しかった。そしてジョン・マッカーサーは、商業利権を情け容赦なく守るためにハンターと敵対していた。ハンターは自分が実質孤立無援であることに気付いた。仮により権力のある人物が、士官を逮捕して家に帰したとしても、仮にハンターがそうしたとしても、ハンターは恐らくウィリアム・ブライの時代に起きたラム酒の反乱のような反乱を既にこの時代に引き起こしたかもしれない。ハンターの家にまで何通もの匿名の手紙が来て、当局はハンターを、彼が阻止しようと努力している反乱に加担したかどで告発した。ハンターは自分への告発に激しく抗弁したにもかかわらず、1799年11月5日にポートランド公爵は公文書を送ってハンターを召喚した。公爵は3人の護国卿の一人だった。ハンターは1800年4月20日に、公爵に公文書を受け取ったことを知らせ、同年9月28日に、植民地政府をフィリップ・ギドリー・キングに引き渡してイギリスへ戻った。母国に戻ったハンターは、政府高官に自分が潔白であることを示そうと努力したが、なんらその機会を与えられなかった。ハンターは自らの言い分を長い冊子にまとめざるをえなくなった。これは1802年に出版され、『ハンター総督によるニューサウスウェールズ常設軍の経費の大元への批評　この経費の削減と経費乱用に打ち勝つための心得』（Governor Hunter's Remarks on the Causes of the Colonial Expense of the Establishment of New South Wales. Hints for the Reduction of Such Expense and for Reforming the Prevailing Abuses）という見出しがつけられた。これは初期のオーストラリア史にとって価値のある文献となった。
ハンターは勇敢で善良な官僚であったが、彼がおかれた環境は、彼が完璧な総督であることを困難にさせた。彼の後継者のキングが語ってように、ハンターの指揮は「非常に高潔な意図に導かれて」いた。そして、「支援や情報や、アドバイスを求めていた人々に最も屈辱的な形で騙されていたと思われる」。オーストラリア滞在中にハンターは「たとえ大きな心の平穏を得ていたとしても、また刑務所で時を過ごしたとしても、同じくらいの慰めを得ることができた」ハンターは探検やシドニー近郊の土地の開拓ではいい仕事をしたし、また、マシュー・フリンダースやジョージ・バスの探検も奨励した。ハンターはオーストラリアを去ってからも、この植民地への興味を持ち続け、冊子中にほのめかされた改革には大きな価値があった。1798年にヨーロッパ人によって初めてカモノハシが発見され、その毛皮とスケッチを本国に送ったのもハンターだった。

## 晩年と墓所

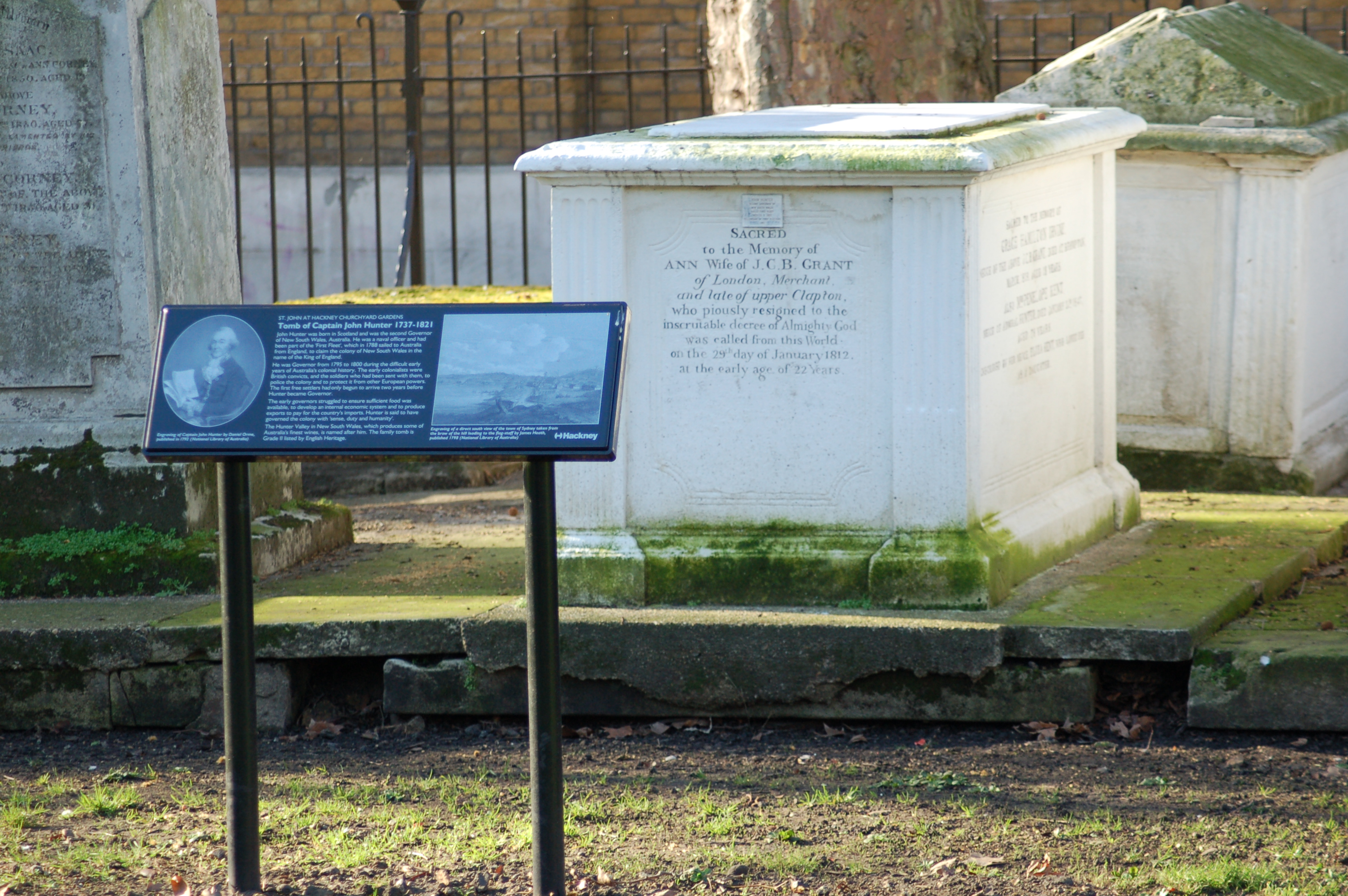
セント・ジョン・アト・ハックニー教会にあるハンターの墓

1804年、ハンターは74門艦「ヴェネラブル」をまかされ、ブレスト沖のウィリアム・コーンウォリス提督の艦隊で任務についた。11月24日、ハンターがトーベイの外に艦を出したとき、急に厚い霧が立ち込めた。艦隊は、それぞれの艦の位置も今自分たちがいるところもわからず、艦隊内は混乱した。ハンターは2度、他の艦との衝突をきわどく避けたが、午後8時にペイントンの近くに崖の上に座礁し、その後まもなく船底に穴が開いた。その時この地域を強風が吹き荒れ、ヴェネラブルはたちまち粉々になり、乗員はあまり損害を出さずに3等艦「インペテュー」に引き上げた。ハンターはまたも軍法会議にかけられ、そしてまたも無罪放免された。
1807年10月2日、ハンターは少将に昇進し、そして1810年7月31日には中将に昇進したが、艦に自分の旗を揚げることはなかった。ハンターは晩年はロンドンのハックニー区のニューロード、ジャドストリートで過ごし、1821年3月13日にそこで死去した。彼の墓はセント・ジョン・アト・ハクニー教会の墓地にある。
シドニー北部のハンター川、ハンターバレーは彼にちなんで名づけられた。シドニー郊外のハンターヒル、ニューキャッスルのジョン・ハンター病院（一部のみ）も同様である。1986年、オーストラリア郵便公社はハンターの栄誉を称え、彼の肖像画をあしらった切手を発行した。